# 패트릭 워버턴
패트릭 워버턴(Patrick Warburton, 1964년 11월 14일 ~ )은 미국의 배우이다.

## 출연 작품
- 스크림3
- 겟 스마트 - 하이니 역
- 오스틴 파운드 - 윌리엄스 역
- 애니멀 크래커 - 브룩 역 (목소리)
- 레드슈즈 - 마법거울 역 (목소리)
- 인헤리턴스 - 아처 먼로 역